# Mbuji-Mayi
Mbuji-Mayi (originalmente Bakwanga) es la capital de la provincia de Kasai Oriental, en el centro-sur de la República Democrática del Congo. La población estimada se sitúa, según la ONU, en 1,3 millones de habitantes (2007).

## Geografía
Mbuji-Mayi se encuentra en la región Luba en la cuenca del río Sankuru. El nombre de Mbuji-Mayi deriva de la lengua local, el Tshiluba y quiere decir "cabra-agua", nombre que se relaciona con la gran cantidad de cabras que hay en la región.

## Historia
Mbuji-Mayi creció rápidamente tras la independencia congolesa en 1960, gracias a la fuerte inmigración de los Luba desde diferentes partes del país. La ciudad ha servido como capital de la región secesionista del Estado minero de Kasai del Sur, entre 1960 y 1962, cuando tuvo lugar la Guerra Civil del Congo. La gente vino desde Thikapa (Kasai Occidental) huyendo del conflicto. Esta población desplazada se estableció en el lugar actualmente conocido como Kalala wa Nkata.

## Cultura y Economía
Como importante centro comercial, Mbuji-Mayi maneja la mayoría de la minería, lavado y producción de diamantes de todo el Congo. La Société minière de Bakwanga y la Diamant International son las mayores compañías productoras de diamantes de la zona.
En la ciudad se encuentra el Aeropuerto de Mbuji-Mayi y la JFPI Corporation.
A pesar de su gran población, la ciudad queda extremadamente remota, manteniendo una pequeña conexión con las provincias del entorno de Kinshasa y Lubumbashi.